# Ramón Rodríguez (militar)
Ramón Rodríguez (Buenos Aires, 1792 - 18 de noviembre de 1866) fue un militar argentino que participó en la guerra de independencia, en las guerras civiles y en la lucha contra los indígenas de su país, además de la Guerra del Brasil. Tuvo su actuación más destacada en la batalla de la Vuelta de Obligado, en que defendió exitosamente la artillería que provocó serios daños a las fuerzas británicas y francesas.

## Guerra de Independencia
Inició su carrera militar durante la campaña contra los realistas de Montevideo, en 1811, como oficial de caballería. Tras el armisticio de fines de ese año, pasó a la provincia de Entre Ríos, donde prestó servicios a órdenes de Manuel de Sarratea. Más tarde fue trasladado a Buenos Aires.
Se incorporó al Ejército del Norte a principios de 1814, formando parte del Regimiento 7.º de Infantería; al frente de una compañía de 93 hombres participó en la batalla de Sipe Sipe, durante la cual se destacó por su valiente actuación. Tomado prisionero, estuvo a punto de ser ejecutado en el campo de batalla, pero fue salvado por el capitán Juan Pascual Martínez, ayudante del general Francisco Fernández de la Cruz, que lo ayudó a huir.
En julio de 1816 fue enviado por el general José Rondeau a Buenos Aires, donde ejerció como juez fiscal de la Comisión Militar Permanente. De regreso al Ejército del Norte en octubre de ese año, se incorporó al Regimiento de Dragones, y en diciembre al Batallón de Cazadores N.º 2. En mayo de 1817 fue ascendido al grado de mayor, no sin verse obligado a reclamar ese ascenso, quejándose de que le fuera negado pese a los méritos obtenidos en el campo de batalla.

## Primeras guerras civiles
De regreso a Buenos Aires, en abril de 1818 se casó con Concepción Líate y Elía, natural de Montevideo.
Participó en la campaña contra los federales de Santa Fe a órdenes del general Juan Ramón Balcarce, combatiendo en los combates de Paso de Aguirre, del Saladillo y del Rosario. Encargado de proteger el reembarco del ejército en su retirada, sufrió un duro ataque de las fuerzas federales, indignadas por el incendio de la villa del Rosario ordenada por Balcarce. A órdenes del general Juan José Viamonte, participó en los combates del Espinillo y otros.
Durante la Anarquía del Año XX, participó en la batalla de Cañada de la Cruz y en la represión de la revuelta del coronel Manuel Pagola, a órdenes del coronel Celestino Vidal.
En los primeros meses de 1821 fue destinado a la guarnición de la Villa de Luján, como jefe del 2.º Batallón de Cazadores, regresando ese mismo año. En febrero de 1823 fue pasado a retiro.

## Guerra del Brasil
En 1825 fue reincorporado al Ejército, y su primera misión fue acompañar al coronel Lamadrid a Salta, para colaborar con la proyectada campaña del general Arenales al Alto Perú. Por enfermedad de Lamadrid y por haber finalizado la campaña de Arenales, no se incorporaron a sus fuerzas, y se les encargó reunir tropas para la inminente Guerra del Brasil. Pero Lamadrid utilizó las primeras tropas que reunió para derrocar al gobernador Javier López y hacerse elegir gobernador de Tucumán.
Rodríguez se incorporó con unos 80 soldados tucumanos a la división salteña organizada por el coronel José María Paz la cual – reforzada en Santiago del Estero con nuevos reclutas – recién pudo ponerse en marcha hacia el Brasil en abril del año siguiente.
Fue ayudante del general Carlos María de Alvear en la batalla de Ituzaingó, y poco después asumió el mando del Regimiento de Caballería Nro. 1, al frente del cual participó en la batalla de Camacuá. Brevemente ejerció también como Jefe de Estado Mayor del Ejército Republicano.

## Lucha contra los indígenas y unitarios
En octubre de 1827 asumió el comando de Carmen de Patagones, reemplazando al coronel José Paulino Rojas. Tras reorganizar las fuerzas militares de esa aislada guarnición y reprimir una conspiración, venció una expedición de indígenas que habían realizado un malón – aparentemente contra otras parcialidades indígenas – en cercanías de Patagones.
En mayo de 1829 entregó el mando de Patagones al teniente coronel José Gabriel de la Oyuela, jefe nombrado por el gobernador Juan Lavalle, que había llegado al poder mediante una sangrienta revolución. Poco después se incorporó a las fuerzas federales del comandante de campaña, Juan Manuel de Rosas, que lo ascendió al grado de coronel y lo puso al mando del Regimiento Nro. 3 de Milicias de Campaña. Tras participar en la batalla de Puente de Márquez y en el sitio de Buenos Aires que forzó la renuncia de Lavalle, se incorporó a las fuerzas del coronel Ángel Pacheco, a cuyas órdenes participó en varios combates contra los indígenas.
Posteriormente se incorporó a las fuerzas del general Balcarce en su campaña contra la Liga del Interior.
En febrero de 1833 formó parte del Tribunal Militar que juzgó la conducta de José María Pinedo, comandante de la goleta "Sarandí", por no haber defendido las islas Malvinas contra la ocupación británica.
Participó en la Campaña de Rosas al Desierto y en acciones posteriores contra los ranqueles de Yanquetruz.
Ocupó cargos en la ciudad de Buenos Aires durante los años siguientes. En octubre de 1835 fue el encargado de recibir a los hermanos Reynafé, tomados prisioneros por el asesinato de Facundo Quiroga, y también los restos mortales del caudillo, que escoltó hasta Buenos Aires.
Durante los años siguientes ocupó cargos casi exclusivamente administrativos, y no participó en la guerra contra la Coalición del Norte.

## Vuelta de Obligado
En 1845, Rodríguez asumió el mando del Regimiento de Infantería N.º 1, el antiguo Regimiento de Patricios.
Junto con el Bloqueo anglo-francés del Río de la Plata, las naciones interventoras, Francia y Gran Bretaña, iniciaron una serie de acciones para forzar la navegación del río Paraná, especialmente con el objetivo de entablar comunicaciones comerciales y militares con la provincia de Corrientes y con la República del Paraguay.
En respuesta, el gobernador Rosas ordenó defender las costas del Paraná en distintos puntos de las provincias de Buenos Aires y Santa Fe. Uno de los lugares elegidos fue la Vuelta de Obligado, donde se estableció primeramente una batería de artillería y poco después tropas de caballería, al mando del general Lucio Norberto Mansilla. A esas fuerzas se incorporaron 500 hombres del 1 de Infantería el día 8 de noviembre, junto con algunas otras fuerzas de infantería, todas al mando del coronel Rodríguez. Su misión era defender la batería que pretendería detener el avance anglofrancés.
El 20 de noviembre de 1845 se libró la batalla de la Vuelta de Obligado. Las naves invasoras fueron detenidas por una doble cadena que cruzaba el río, dando oportunidad a las baterías – comandadas por el coronel Juan Bautista Thorne – de cañonear los buques enemigos. Ante los daños que infligía la artillería, las tropas aliadas intentaron acallar sus fuegos desde tierra. En cuanto desembarcaron fueron atacados por la infantería al mando de Rodríguez, que cargó a la bayoneta contra las fuerzas invasoras bajo el fuego de la artillería de los buques enemigos. Mientras tanto, las partidas de caballería evitaban desembarcos algo más alejados.
El resultado de la batalla fue adverso a los argentinos, pero los daños infligidos a la flota fueron muy graves. También participó en la Batalla de Punta Quebracho, en que también se causaron graves daños a los invasores. El resultado de la campaña fue la renuncia de los franceses y británicos a intentar nuevamente campañas navales en el río Paraná.
Dejó el mando del Regimiento N.º 1 en 1848.

## Actuaciones posteriores
En 1850 fue elegido diputado provincial. En 1852 ejerció como comandante general de Armas de la Provincia, y posteriormente como vocal del Tribunal Militar.
Ejerció también el cargo de capitán del Puerto de Buenos Aires.
Pasó a retiro en marzo de 1855. Entre junio de 1857 y enero de 1864 fue vocal de la Comisión de Marina.
Falleció en Buenos Aires el 18 de noviembre de 1866, a la edad de 75 años.

## Homenaje póstumo de un jefe enemigo
En 1883, el almirante Sullivan, comandante de la escuadra británica en la Vuelta de Obligado, se presentó ante el consulado argentino en Londres, para devolver una bandera tomada a una batería argentina:

"En la batalla de Obligado en el Paraná el 20 de octubre de 1845 un oficial que mandaba la batería principal causó la admiración de los oficiales ingleses que estábamos más cerca de él, por la manera con que animaba a sus hombres y los mantenía al pie de los cañones durante un fuerte fuego cruzado bajo el cual esa batería estaba expuesta. Por más de 6 horas expuso su cuerpo entero. Por prisioneros heridos supimos después que era el coronel Ramón Rodríguez del Regimiento de Patricios de Buenos Aires. (…) Quiero restituir al Coronel Ramón Rodríguez si vive, o sino al Regimiento de Patricios de Buenos Aires si aún existe, la bandera bajo la cual y en noble defensa de su Patria cayeran tantos de los que en aquella época lo componían. (…) Los que luchamos contra él y habíamos presenciado su abnegación y bravura tuvimos grande y sincero placer al saber que había salido ileso hasta el fin de la acción."